# Carlos O'Donell
Carlos Enrique O'Donnell (San Salvador de Jujuy, 3 de setiembre de 1857-Buenos Aires, 22 de septiembre de 1927) fue un militar argentino, perteneciente al Ejército. Participó en las campañas de conquista del Chaco argentino y de la Conquista del Desierto en río Negro y Los Andes. Se desempeñó como gobernador del Territorio Nacional del Chubut entre 1898 y 1900.

## Biografía
Nació en San Salvador de Jujuy en 1857, hijo de Sabino O'Donnell Mansilla, ministro general de Gobierno de la provincia de Jujuy.
En 1869 inició su carrera en el Ejército Argentino, siendo destinado a la frontera sur de la provincia de Córdoba en Río Cuarto, a las órdenes de su tío segundo, Lucio V. Mansilla. Entre 1870 y 1874 participó en la represión de la rebelión jordanista en Entre Ríos, en el batallón 12 de Infantería. Tras la guerra del Paraguay, en 1874 marchó a Villa Occidental en el Chaco con el batallón 1 de Infantería. Al año siguiente fue ascendido a teniente primero, participó en la ocupación de la Isla del Cerrito y luego en la conquista del Chaco argentino, al mando del gobernador del territorio Napoleón Uriburu.
En 1876 se incorporó al avance fronterizo en el oeste de la provincia de Buenos Aires y al año siguiente formó parte de la campaña de Nicolás Levalle contra Manuel Namuncurá. Participó en la Conquista del Desierto, en la campaña de Julio Argentino Roca al Río Negro en 1879. En 1880 fue designado capitán del Batallón «Nueva Creación» y participó en el combate de la Revolución de 1880 en Buenos Aires. De 1881 a 1883 participó en las campañas andinas del Ejército contra grupos indígenas, participando en la expedición al lago Nahuel Huapi y en la expedición a los Andes al mando de Conrado Villegas.
En 1886 fue promovido a teniente coronel y se desempeñó como jefe de policía en Mendoza. En 1889 fue designado jefe del Batallón 1º de Infantería (Guarnición Militar Buenos Aires) y participó en los combates contra la Revolución del Parque de 1890. Entre 1895 y 1897 fue director del Colegio Militar de la Nación.
En 1898 fue designado como tercer gobernador del Territorio Nacional del Chubut. En enero de 1899 recibió al presidente Julio Argentino Roca en su visita a los colonos galeses del Chubut, previo al Abrazo del Estrecho con su par chileno. Durante su gestión de dos años, no contó con el agrado de la colonia galesa, teniendo una actitud de hostilidad hacia ellos, y el presidente Roca ordenó una investigación parlamentaria en el Territorio. O'Donnell se vio forzado a dejar el cargo en febrero de 1900, renunciando junto con su secretario. Fue sucedido por Alejandro Conesa como gobernador interino, quien sí contaba con el apoyo de la comunidad galesa.
Tras su paso por Chubut, integró el Consejo de Guerra Mixto para jefes y oficiales y fue nombrado Jefe de la Dirección de Infantería. En 1904, fue nombrado inspector de Infantería, director de la Escuela de Aplicación de Oficiales y quedó al mando de la Guarnición de Ejército Campo de Mayo. También fue ascendido a general de brigada y en 1905 quedó al frente de la 1.ª Región Militar. En 1910 fue ascendido a general de división y nombrado comandante de la 5.ª Región Militar al año siguiente, ejerciendo hasta 1916.
Finalizó su carrera militar pasando a retiro en 1917, con el rango de teniente general. Falleció en Buenos Aires en 1927.

## Homenajes
Una calle en la localidad de Villa Ballester, provincia de Buenos Aires, lleva su nombre, así como el Museo de Armas del Colegio Militar de la Nación, en El Palomar.